# باول كولن (رسام)
باول كولن (بالفرنسية: Paul Colin)‏ هو رسام فرنسي، ولد في 27 يونيو 1892 في نانسي في فرنسا، وتوفي في 18 يونيو 1985 في نوجينت سور مارن في فرنسا.

## وصلات خارجية
- بول كولن على موقع أوليمبيديا (الإنجليزية)
- بول كولن على موقع IMDb (الإنجليزية)